# لیو یانهان
لیو یانهان (انگلیسی: Liu Yanhan؛ زادهٔ ۱۹ ژانویهٔ ۱۹۹۳) بازیکن والیبال زن اهل چین است. وی در بازی‌های المپیک تابستانی ۲۰۲۰ شرکت کرده‌است.